# Второе дыхание (фильм, 2008)
«Второе дыхание» — российский фильм 2008 года.

## Сюжет
Главный герой Павел Макаров (Пётр Красилов), вернувшись из армии, стал заниматься съёмками дешёвых рекламных роликов, а в свободное от работы время проводит в бурных вечеринках. Проснувшись после очередного веселья, он обнаруживает рядом с собой незнакомую девушку, которая оказалась дочерью местного авторитета. Она предлагает Павлу жениться на ней, но он ей отвечает отказом. У героя начинаются крупные неприятности, потому что эта девушка не привыкла слышать слово нет. Спасаясь от неприятностей, Павел соглашается на то, от чего долго отказывался — служить контрактником. В части, в которой стал служить Павел, служит военный психолог — капитан Бахтеева (Екатерина Климова). У Павла к ней возникает симпатия, но, чтобы добиться взаимности, ему придётся пересмотреть жизненные ценности и из циника превратиться в настоящего, сильного мужчину, который готов пожертвовать своей жизнью ради другого.
Павла назначают командиром диверсионной группы, которую отправляют на выполнение учебного задания. Оно для этой группы станет реальным, настоящим испытанием — группа столкнётся с вооружёнными преступниками. Солдаты-контрактники, у которых в оружии всего лишь холостые патроны, будут вынуждены вступить в неравную схватку с бандитами: обезоружить врага, вернуть украденные государственные ценности, хранившиеся со времён Великой Отечественной войны. А Павлу Макарову предстоит ещё и спасти любимую — капитана Бахтееву.

## В ролях
- Пётр Красилов — Павел Макаров, бывший сержант спецназа ВДВ
- Екатерина Климова — капитан Александра Бахтеева
- Денис Никифоров — сержант Анатолий Павлов («Седой»)
- Максим Щёголев — рядовой Юрий Юльев («Слон»)
- Никита Емшанов — рядовой Сергей Коньшин («Конь»)
- Роман Агеев — майор Стрижко
- Александр Наумов — полковник Обухов
- Александр Тютин — генерал-майор Королёв
- Всеволод Шиловский — Драч, криминальный антиквар
- Владимир Юматов — Сиренко «Серый», главарь банды
- Вячеслав Гришечкин — заказчик
- Вадим Андреев — подполковник милиции
- Вячеслав Шалевич — камео
- Ольга Хохлова — культработник
- Игорь Старосельцев — Михаил Анатольевич Кашин, полковник-военком
- Сахат Дурсунов — чеченский боевик
- Илья Барабанов — ППСник
- Александр Соловьёв — Бабкин
- Александр Голубков — Полуянов

## Награды
Медаль «За укрепление боевого содружества» (Министерство обороны Российской Федерации) — за участие в фильме «Второе дыхание» (2008) получили:
- Екатерина Климова
- Никита Емшанов
- Максим Щёголев
- Денис Никифоров